# Micropsectra curvicornis
Micropsectra curvicornis е насекомо от разред Двукрили (Diptera), семейство Хирономидни (Chironomidae).